# نیهاریکا سینگ
نیهاریکا سینگ (انگلیسی: Niharika Singh) بازیگر هندی و تهیه‌کننده است. او کار خود را به عنوان یک مدل آغاز کرد و در سال ۲۰۰۵، عنوان دوشیزه زمین هند را بدست آورد. او اولین حضور خود به عنوان بازیگر را، در فیلم درام تحسین‌برانگیز خانم نازنین انجام داد، که در بخش نوعی نگاه جشنواره فیلم کن ۲۰۱۲، حضور داشت. نیهاریکا در سال ۲۰۱۶ برای حضور در دانشکده استعداد برلین انتخاب شد.

## فیلم‌شناسی
| سال  | فیلم                                     | زبان                         | نقش               | نکات | مرجع         |
| ---- | ---------------------------------------- | ---------------------------- | ----------------- | ---- | ------------ |
| ۲۰۱۲ | خانم نازنین                              | هندی                         | پوجا/سونیکا/پینکی |      | [ ۴ ] [ ۵ ]  |
| ۲۰۱۳ | بویشگر، (نام هندی فیلم، حکایت عجیب انور) | هندی                         | عایشا             |      | [ ۶ ] [ ۷ ]  |
| ۲۰۱۶ | پل سهرا                                  | انگلیسی، بنگالی، آسامی، خاسی | ریا               |      | [ ۸ ]        |
| ۲۰۱۹ | آهان                                     | هندی                         | آنو               |      | [ ۹ ] [ ۱۰ ] |